# Falcileptoneta uenoi
Falcileptoneta uenoi är en spindelart som först beskrevs av Takeo Yaginuma 1963.  Falcileptoneta uenoi ingår i släktet Falcileptoneta och familjen Leptonetidae. Inga underarter finns listade i Catalogue of Life.